# 58084 Hiketaon
58084 Hiketaon este o planetă minoră (asteroid) din Asteroid troian al lui Jupiter. A fost descoperită pe 17 octombrie 1977 la Observatorul Palomar de Cornelis Johannes van Houten și a fost numită după Hicetaon⁠(d). 
Obiectul prezintă o orbită caracterizată de o semiaxă mare de 5,1841584464517 UAi, o excentricitate de 0,137, o înclinație de 8 ° în raport cu ecliptica.